# Sanpaku
Sanpaku (verkürzt von jap. 三白眼 sampakugan ‚dreifach weißes Auge‘) ist eine esoterische Lehre, der zufolge die Sichtbarkeit von weißer Bindehaut an drei Seiten der Iris Rückschlüsse auf die Konstitution, Gesundheit und Zukunftschancen eines Menschen geben soll. Bei den meisten Menschen ist die weiße Bindehaut bei entspanntem Blick nur an zwei Seiten der Iris sichtbar, nämlich links und rechts, wogegen sie oben und unten von den Augenlidern verdeckt wird.
Das Ablesen von verborgenen Merkmalen aus dem Auge ähnelt der Iridologie, jedoch geht es nicht um konkrete Krankheiten, sondern ein nicht näher spezifiziertes energetisches Ungleichgewicht im Sinne der chinesischen Naturphilosophie des Yin und Yang.

## Rezeption
Sanpaku wurde von Georges Ohsawa (1893–1966) als Teil der Makrobiotik popularisiert. Insbesondere sein Buch You are All Sanpaku (1965) wurde von der New-Age-Bewegung rezipiert. Der gewaltsame Tod von Personen wie zum Beispiel Abraham Lincoln, John F. Kennedy, Martin Luther King und John Lennon wurde mit deren angeblichem Sanpaku in Zusammenhang gebracht.